# 怒りについて
『怒りについて』（いかりについて、ラテン語: De Ira、英語: On Anger）は、ローマ帝国の哲学者・政治家の小セネカによってラテン語で書かれた、「対話篇」の名で呼ばれる全十二巻の哲学書のうちの1つ。この作品でセネカは、怒りという感情・情念（ペーソス）をストア派の見解に基づく定義・説明をおこないながら、いかにして抑止・制御するか論じた上で、実践的な治療法を提示している。

## 思想的典拠
セネカは主としてストア派の思想に依っていた。ジャニン・フィヨン=ライーユによれば、『怒りについて』の第1巻は、ストア派の哲学者クリュシッポス（前3世紀）の著作、『感情について』（古希: Περὶ παθῶν、古代ギリシア語ラテン翻字: Perì pathō̃n）を元にしている。一方、第2巻と第3巻は、クリュシッポスよりも後代の、同じくストア派の哲学者ポセイドニオス（前1世紀）が著した感情についての著作である。ただし、ポセイドニオスの議論はクリュシッポスのものよりも、魂の不合理な面についてより比重を置いている。しかしながら、最近の研究では、ポセイドニウスがクリュシッポスを批判したという見方はガレノスが行った（彼ら2人の著作の大半は散逸している）彼らの思想に対して行った体系的な歪曲によってもたらされたものに過ぎず、ポシドニウスの感情論はクリシッポスのそれと実質的に変わらないことが明らかになった。したがって、セネカはおそらくクリュシッポス・ポセイドニオス両方の論文を参照したものの、主な影響元はクリュシッポスの方だったようだ。
セネカはまた、第一巻において紀元前4世紀に活躍した逍遙学派（ペリパトス学派）の哲学者、テオプラストスに対して反駁をおこなっていることから、彼の著作も読んでいたと考えられる。さらに、エピクロス派のガダラのピロデモスが著した『怒りについて』との類似がフィヨン=ライ―ユらによって指摘されている。

## 執筆年代

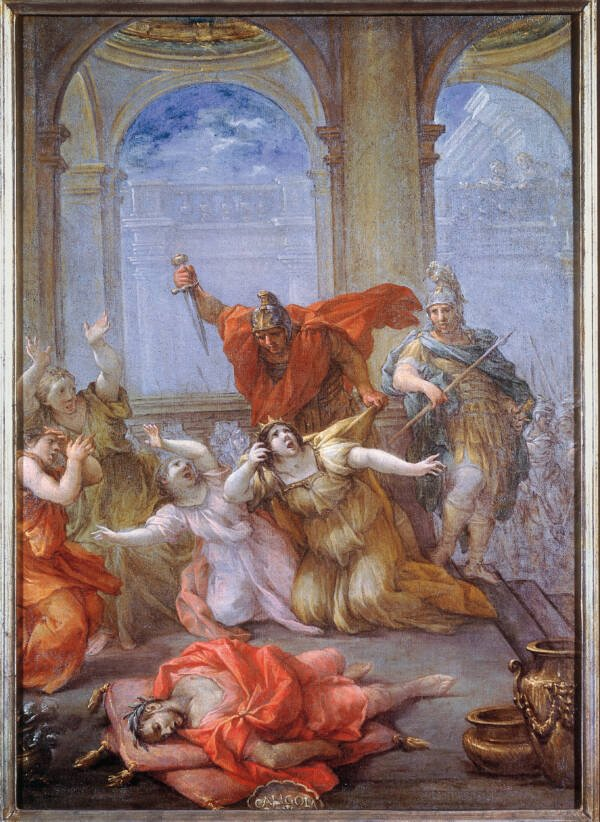
「皇帝カリグラの暗殺」ラザロ・バルディ筆　『怒りについて』第3巻においてセネカは、皇帝カリグラが行った凶行の数々を、当時のローマにおける悪例としてたびたび言及している。

この作品が著された具体的な時期については、41年1月24日に暗殺された皇帝カリグラと彼の発作的な怒りについて触れていることから、その時期以前には遡らないであろうことのほかは明らかではない（考古時間論）。また、セネカは本文中で、自身の長兄ガッリオーを、52年ないし53年に改めたこの名前ではなく、生まれたときの名前ノウァ―トゥスを用いて呼びかけている（対話篇）。このことから、『怒りについて』はおそらく40年代中頃より後に書かれたものであろう。
第3巻は、内容と文体の違いから、第1巻と第2巻よりも後の時期に書かれたする見解がある。第3巻は、怒りという感情がもたらす恐怖について説く独自の導入から始まり、（内容のつながりに連続性のある第1、2巻と異なり）単独で読むことが可能な構成になっている。したがって、第3巻は他の二巻の附録として著されたか、あるいはそれ自体が独立した論考としてできたものと考えられる。

## 題名と内容
原題（ラテン語）において、「Ira」は怒りや（復讐を望むほどの）憤怒、（抑えがたい）激怒、不正行為によって引き起こされる好戦性、激昂、憤慨――そして何よりもまず、怒ること（情念）と定義される。
全部で3巻からなる『怒りについて』は、セネカの「対話篇」（ディアロギー）と呼ばれる一連の著作の一部を成している。この論文は前述の通り、セネカの長兄、ルキウス・アンナエウス・ノウァートゥス宛に献呈されている。第1巻冒頭は以下のように始まる：
ノウァ―トゥス、あなたは私に、どうしたら怒りを和らげられるかについて執筆を求めた。

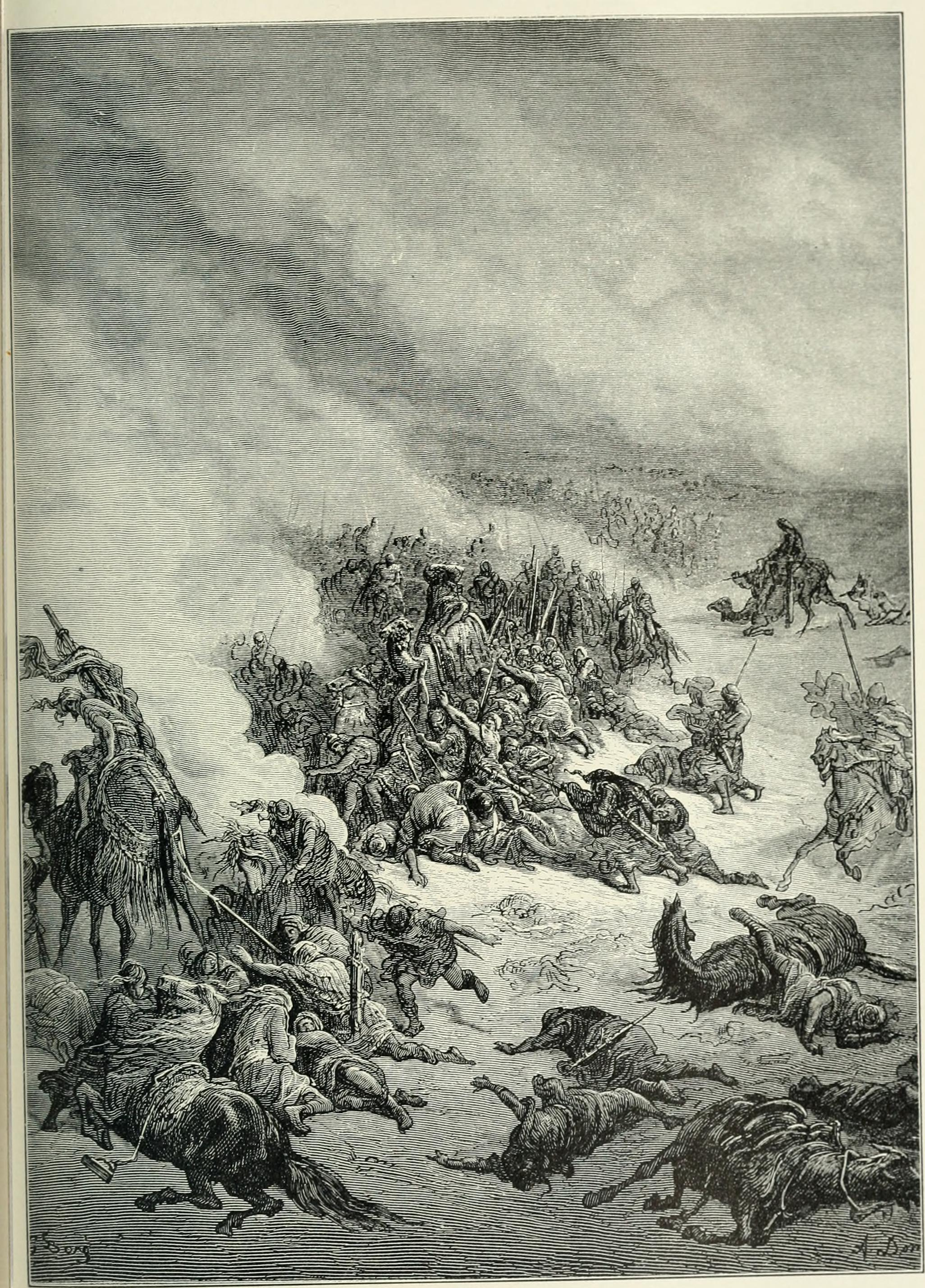
カンビュセス2世の失われた軍隊――セネカは『怒りについて』のなかで、人間を破滅へと導きうる怒りという情念の恐ろしさを、故事を引きながら執拗に描き出している。

全3巻の構成をとってはいるものの、『怒りについて』は事実上、2部からなる。第1部（I-II.17）では理論的な疑問に答えているのに対して、第2部（II.18-III）では怒りの治療法についての助言を説いている。第1部においてセネカは、怒りの醜さと破壊性について前文で触れてから、怒りについての定義をおこなっている。彼はそれに続き、怒りは自然なものなのか、適度なものにできるのか、不随意なものなのか、完全に消し去ることができるのか、といった疑問に、それぞれ答えるかたちでセネカ自身の見解を述べている。「治療篇」とも呼びうる第2部においてセネカはまず、怒りに陥らない方法は、子ども（教育期）と成人に異なったものを与えうるとする説明から始めている。続いて、怒りを未然に防いだり、消したりするための方法や、歴史上・同時代の逸話から、見習うべき例や避けるべき例を紹介している。セネカはまた、結論に移るまえに、他の人間がもつ怒りを鎮める方法についていくつか触れている。
なお、「対話篇」と呼ばれるものの、『怒りについて』をはじめとしたセネカの著作は複数の登場人物の対話形式という形をとっていない。その代わり、『怒りについて』のなかでセネカは、ガッリオーまたは無名の第三者からの質問に答える対話的形式を取りながら、指し示される疑問や異論そのものを新しい節の始まりとして論旨を展開させている。この論法は、哲学よりもむしろ弁論術に起源をもち、セネカよりも前の時代に活躍したキケローもしばしば用いた。

## 主題
……そして、怒りを統制するのではなく、完全に取り除こう。そもそも、悪事の統制とはどういうことなのか。—セネカ、『怒りについて』、III. 42. I
ストア派の見地に基づく『怒りについて』は、人々を悪徳に囚われた生活から救い出し、彼らを美徳（ヴィルトゥス）に特徴づけられる自由な生き方をさせんがために書かれた。この境地へと至るためには、怒りをはじめとする情念（ペーソス）を制御し、理性へと従わせることが必要である、とセネカは考えたのである。また彼はストア派として、情念と理性の関係について「情念は、現実の誤認や誤解によって理性的な心に生じるもの」と考えた。よって情念とは、欠陥のある信念であり、また転倒した理性の印であり、心が物事の価値について認識について誤ったときに生じるものなのである。
セネカは、『怒りについて』で彼の示した治療法には、2つの目的があるとしている。ひとつは怒らないこと（予防論、怒りへの抵抗）、そしてふたつめは怒っている状態で過ちを起こさないこと（抑制論、怒りの抑止）である。彼のアドバイスは主に、1つ目の目的である「怒りを防ぐ」ことについて主軸を置いている。セネカは第3巻の10章から15章にわたって、（すでに起こってしまった）怒りを抑え込むための実践法を説いてはいるものの、16章以降ではふたたび怒りの予防法についての議論に戻っている。ストア派の哲学者たちは、怒りは人間本性（人間性）に反するものであり、復讐は災厄であると考えていた。ゆえにセネカも怒りを阻止することを重視したのである。セネカが怒りの抑え方についてのみアドバイスを行っているのは、彼がこの著作の読者として、怒りが日常の大部分を占める、皇帝ネロをはじめとしたローマの権力者を意識していたからである。

## その後
『怒りについて』をはじめとしたセネカの著作は、早い段階から批評の対象となっていた。彼の次の世代、1世紀後半に活躍した修辞学者のクインティリアヌスは、セネカの哲学には精緻さが欠けるとしながらも「悪徳の追及者として抜群（羅: egregius vitiorum insectator）」と評価している。
『怒りについて』の原典は、11世紀にまとめられたアンブロシアヌス写本（第90番）に筆写されていたことで、第一巻の第2章第3節を除いた全てが現代まで伝わっている。16世紀に人文主義者のマルク・アントワーヌ・ミュレ（ラテン名ムレトゥス）が上述の欠落について提言し、同時代のユストゥス・リプシウスが、3世紀末頃に活躍したラクタンティウスによる『神の怒りについて』（羅: De Ira Dei）に書かれた怒りの定義にその一部が伝わっていることを指摘。また、20世紀初頭、古典文献学者のエルンスト・ビッケルが、ブラガの聖マルティヌスによって著された『怒りについて』のなかにセネカの一節を特定した。なお、マルティヌスによる著作はアンブロシアヌス写本から500年以上も遡るものの、対応性において甚だしく劣ることが、バルロウによって指摘されている。

## 主な日本語訳
- 茂手木元蔵訳『怒りについて 他一篇』岩波文庫、1980年
- 兼利琢也訳『怒りについて 他二篇』岩波文庫、2008年 - 元版「セネカ哲学全集」岩波書店